# CFF Am 6/6
 (septembre 2012).
Si vous disposez d'ouvrages ou d'articles de référence ou si vous connaissez des sites web de qualité traitant du thème abordé ici, merci de compléter l'article en donnant les références utiles à sa vérifiabilité et en les liant à la section « Notes et références ».
Les Am 6/6 sont des locomotives diesels utilisées par les CFF.

## Histoire
Six locomotives avec les numéros 18521-18526 ont été commandées par les CFF en 1973. Elles ont été mises en service en 1976. À la fin des années 1990, leur électronique a été modernisée. Elles sont équipées d'un dispositif radio permettant le débranchement automatique à la bosse. Aujourd'hui, encore cinq locomotives sont en exploitation. Toutes servent à la manœuvre à la bosse du triage de Limmattal (RBL) La sixième (18524) a été radiée le 26 janvier 2004 et sert maintenant comme pièces de rechange pour les autres locomotives. Étant en fin de vie opérationnelle, elles sont remplacées par la nouvelle génération de locomotives de manœuvre Alstom Prima H4 hybrides: CFF Aem 940 en 2020.